# Западно-Двинская низина
Западно-Двинская низина, Западно-Двинская низменность или Западно-Двинская равнина — низменная равнина в западной части Тверской области, в бассейне Западной Двины.
Расположена к западу от Валдайской и Бельской возвышенностей, к югу от Плоскошской низины. Северная часть простирается от озера Пено, охватывает бассейн Жукопы; южная половина лежит в верхнем течении Западной Двины и ее левых притоков Межи и Велесы (частично).
Западно-Двинская равнина имеет мелкохолмистый или плоский рельеф со слабовыраженным уклоном к югу в южной части и к северу в северной части.
В основании Западно-Двинской равнины — приподнятые карбоновые известняки окского яруса, в некоторых местах перекрытые мореной. Поверхность сложена прерывистыми слоями песков. Из-по них поднимаются невысокие холмы, сложенные суглинками и галькой.
В западной части равнины высота достигает 220 метров, на юге до 180 метров.